# Wie im Schlaf
Wie im Schlaf ist das sechste Studioalbum des österreichischen Austropop-Musikers und Liedermachers Wolfgang Ambros.

## Produktion
Wolfgang Ambros und sein Freund und Texter Joesi Prokopetz produzierten 1978 das Studioalbum Wie im Schlaf. Alle Nummern, bis auf Corrina, Corrina sind ins Wienerische übersetzte Cover-Versionen von Bob Dylan.
Der damals 26-Jährige Wolfgang Ambros beherrschte die Lieder von Bob Dylan wahrlich wie im Schlaf und verinnerlichte sie wahrlich. Die von ihm ins Wienerische übertragenen Texte fügen sich wie selbstverständlich auf Dylans Musiken und bleiben inhaltlich nah am Original. Mit traumwandlerischer Leichtigkeit formte Ambros die Dylan Songs zu seinen eigenen um – und schuf so wohl eine der wichtigsten, meistbeachteten und über die Jahre auch meistverkauften LPs seiner Karriere, vor allem in Deutschland, obwohl aus dem Album nicht eine Single ausgekoppelt wurde.
Die zehn von Ambros für dieses Album adaptierten Songs stammen hauptsächlich aus den legendären sechs frühen Alben von Bob Dylan zwischen The Freewheelin’ Bob Dylan (1963) und Blonde on Blonde (1966). Schon damals hatte Dylan bereits zehn weitere Alben veröffentlicht – neben einigen Kuriositäten auch weitere ewige Klassiker wie Blood on the Tracks (1975) oder Desire (1976), schon damals wünschten sich viele eine bald nachfolgende zweite Ambros singt Dylan LP.

## Titelliste
1. Allan wia a Stan (Like A Rolling Stone, 1965) – 5:54
2. Da Mensch in mir (The Man In Me, 1970) – 3:31
3. Des Sandlers Flucht (Drifter’s Escape, 1967) – 2:55
4. I bin’s ned (It Ain’t Me Babe, 1964) – 3:07
5. Corrina, Corrina (Corrina Corrina, 1963) – 2:11
6. Wahre Liebe (Love Minus Zero/No Limit, 1965) – 3:01
7. Früher oda später (One Of Us Must Know, 1966) – 5:44
8. Achilles (Temporary Like Achilles, 1966) – 3:36
9. Sie g'hört zu mir (She Belongs To Me, 1965) – 3:07
10. Denk net noch (Don’t Think Twice, 1963) – 5:16

## Cover
Das Cover-Layout zeigt unter dem geschwungenen W.Ambros-Schriftzug eine bis auf den Filter herunter geglimmte Zigarette, die, wie achtlos abgelegt, ein Brandloch in das LP-Cover brannte.

## Charts und Chartplatzierungen
| ChartsChartplatzierungen | Höchstplatzierung | Wochen |
| ------------------------ | ----------------- | ------ |
| Österreich (Ö3)          | 8 (8 Wo.)         | 8      |